# Tetragnatha marginata
Tetragnatha marginata este o specie de păianjeni din genul Tetragnatha, familia Tetragnathidae. A fost descrisă pentru prima dată de Thorell, 1890. Conform Catalogue of Life specia Tetragnatha marginata nu are subspecii cunoscute.